# Royal Princess
Die Royal Princess ist ein Kreuzfahrtschiff der US-amerikanischen Reederei Princess Cruises. Das Typschiff der Royal-Klasse ist das dritte Schiff, das diesen Namen trägt und war bei der Ablieferung das größte Passagierschiff, das von dem italienischen Schiffsbaukonzern Fincantieri gebaut wurde.

## Geschichte
Die Royal Princess wurde zusammen mit dem Schwesterschiff Regal Princess am 17. Februar 2010 bestellt. Der Bau begann am 15. März 2011 mit dem Zuschnitt der ersten Stahlplatten auf der Werft Fincantieri in Monfalcone. Die Kiellegung erfolgte am 20. Oktober 2011. Der Stapellauf folgte am 16. August 2012. Das Schiff wurde am 4. Juni 2013 vom Eigentümer übernommen. Am 13. Juni 2013 wurde das Schiff getauft. Taufpatin ist die Ehefrau von Englands Thronfolger Catherine, Princess of Wales. Die Jungfernfahrt begann am 16. Juni 2013.